# Michael J. Roads
Michael Joseph Roads, résident australien né le 14 avril 1937 dans le comté de Cambridgeshire et mort le 28 avril 2024, est un auteur d'essais, d'articles et de livres. 
Ses principales œuvres sont Dialogue avec la Nature, Au cœur de la Nature, Retour à l'Unité : Une odyssée spirituelle et Into a Timeless Realm,. 
Parmi ses livres figurent son roman Getting there qui a été primé, ainsi que Avec les yeux de l'Amour : Un voyage en compagnie de Pan (Tome 1, 2 et 3), Paroles de sagesse d'un mystique moderne, Marcher entre les réalités, De l'illusion à l'illumination et Pénétrer le monde secret de la Nature.

## Biographie
Né d'un père agriculteur dans le comté de Cambridgeshire, en Angleterre, Michael J. Roads quitte assez tôt l'école pour travailler avec son père. 
À 21 ans, il épouse sa première femme, Treenie (née Barker), avec laquelle il émigre en Australie en 1964. Ensemble, ils achètent une ferme bovine et laitière et élèvent quatre enfants. Durant cette période, il devient l'un des pionniers du mouvement en faveur de l'agriculture biologique en Australie et écrit son premier livre sur le jardinage biologique Jardiner en conscience, qui est devenu un best-seller.  
Après la vente de leur ferme au milieu des années 70, il co-fonde avec sa première femme, aujourd'hui décédée, une communauté spirituelle, qu'ils quittent au bout de quatre ans avant de s'installer dans la vallée de Belligen sur la côte est de l'Australie. En 2007, il épouse Carolyn (née Silver) avec qui il réside aujourd'hui sur la Sunshine Coast du Queensland. 
Au cours de sa jeunesse en tant qu'agriculteur, il réalise sa capacité naturelle à communiquer métaphysiquement avec la nature, compétence qu’il développe depuis plus de soixante ans. En 1986, il fait l'expérience de l'éveil et commence à écrire et donner des conférences publiques. Depuis plus de trente ans, Michael Roads est écrivain et enseignant spirituel dans de nombreux pays à travers le monde. 

## Enseignement
Michael Roads écrit et donne des conférences sur le pouvoir de l'Amour inconditionnel, il encourage ses lecteurs et auditeurs à explorer la spiritualité et à surmonter leurs limitations afin de mener une vie plus heureuse et plus réussie. 
Le travail de Michael Roads est cité dans un certain nombre de publications telles que les magazines Healthy-Living et Wake-up World, et apparaît dans des interviews audio et vidéo de Polly Darling, GaiamTV, Lilou Mace Rick Archer et Buddha at the Gas Pump. 

## Publications
- A guide to organic gardening in Australia, M. Fisher Bookshop, 1976
- A guide to organic living in Australia, (ISBN 978-0959920765), M. Fisher Bookshop, 1978
- The Natural magic of Mulch : Organic Gardening Australian Style, (ISBN 978-0864362438), Greenhouse Publications, 1989
- Simple is Powerful : Anecdotes for a Complex World,  (ISBN 978-0915811359), HJ Kramer, 1991
- Into a Timeless Realm, (ISBN 978-0915811663), H.J. Kramer, 1996
- Getting There : A novel, (ISBN 978-1571741042), Hampton Roads Publishing Company, 2001
- The Magic Formula, (ISBN 978-0972914512), Silverroads Pub, juin 2003
- More Than Money, True Prosperity : A Wholistic Guide to Having It All, (ISBN 978-0972914529), Silverroads Pub, 2004[10]
- The Oracle, (ISBN 978-0975847602), Roadslight, 2005
- Retour à l'unité, (ISBN 978-2896260744), Ariane, 2010
- Jardiner en conscience, (ISBN 9782358050227), Quintessence Holoconcept, avril 2010
- Avec les yeux de l'amour, Tome 1 : Un voyage en compagnie de Pan, (ISBN 978-2896260768), Ariane, 2010
- Avec les yeux de l'amour, Tome 2 : Un voyage en compagnie de Pan, (ISBN 978-2896260935), Ariane, 2011
- Avec les yeux de l'amour, Tome 3 : Transition planétaire - Perspective de la cinquième dimension, (ISBN 978-2896261192), Ariane, avril 2013
- Un aperçu de quelque chose de plus grand : mes premiers pas hésitants et maladroits sur mon chemin vers l'illumination spirituelle et l'amour inconditionnel,  (ISBN 978-2322033485),  Books on demand, 2013
- Celui qui n'avait pas d'ombre : un roman... mais pas seulement, (ISBN 978-2322036752), Books on demand, 2014
- Marcher entre les réalités, (ISBN 978-2896262199), Ariane, 2015
- Paroles de sagesse d'un mystique moderne - 365 conseils pratiques d'inspiration spirituelle,  (ISBN 978-2322040858), Books on demand, 2016
- Sago, la chenille qui voulait voler, (ISBN 978-9892081663), La Maison au Sud, 2018
- De l'illusion à l'illumination, (ISBN 978-989-54348-1-7), La Maison au Sud, 2019
- Pénétrer le monde secret de la Nature, (ISBN 978-989-54348-0-0), La Maison au Sud, 2019
- Dialogue avec la Nature et Au cœur de la Nature, La Maison au Sud, 2020

## Vidéo
- Vidéos de Michael Roads sur YouTube

## DVD
- Choisir l'Amour, New World View